# Monica Aspelund
Monica Helena Aspelund-Holm (ur. 16 lipca 1946 w Vaasie) – fińska wokalistka, autorka tekstów piosenek i modelka, reprezentantka Finlandii na Konkursie Piosenki Eurowizji w 1977.

## Życiorys
Urodziła się w fińskim mieście Vaasa, obydwoje jej rodziców było tancerzami. Jej siostra, Ami Aspelund, brała udział w Konkursie Piosenki Eurowizji 1983. Monica zadebiutowała w wieku 14 lat piosenką dla dzieci Katso, kenguru loikkaa. Od początku lat 60. pracowała jako modelka, wydała też wydała kilka coverów, m.in. utwory Tahdon kaikki kirjeet takaisin w 1961, Lady Sunshine & Mister Moon w 1962 i En ilman häntä pot w 1966. Od 1967 skupiała się wyłącznie na muzyce, w 1974 wydała pierwszy album Valkoiset laivat. W 1975 wraz z siostrą założyła duet Mon-Ami, z którym wystąpiła w preselekcjach do Konkursu Piosenki Eurowizji z utworem Fasten seatbelts, odpadając w półfinale. W 1976 brała udział w kolejnych preselekcjach, tym razem samotnie, zajmując szóste miejsce. W 1977 wygrała preselekcje i wystąpiła na 22. Konkursie Piosenki Eurowizji z piosenką Lapponia, skomponowaną przez Aarna Raninena. Zajęła 10 miejsce, uzyskując 50 punktów. W kolejnym roku ponownie wzięła udział w preselekcjach z utworem Kultaahopeaa, odpadając w półfinale.
30 września 1978 samolot linii Finnair, na pokładzie którego znajdowała się Aspelund, został porwany przez jednego z pasażerów, a załogę uwolniono dopiero po 11 godzinach. W 1980 rozwiodła się z mężem i przeniosła się na Florydę. W 1986 wystąpiła w musicalu Koty. Od 2010 ponownie mieszka w Finlandii.

## Dyskografia

### Albumy
| Rok  | Nazwa                                                         | Wytwórnia                   | Pozostali wykonawcy         |
| ---- | ------------------------------------------------------------- | --------------------------- | --------------------------- |
| 1974 | Valkoiset Laivat - Sininen Meri / Vita Båtar - Glittrande Hav | Silja Line                  | Kai Lind, Erik Lindström    |
| 1975 | Monika                                                        | RCA Victor label            | Aarno Ranisen Orkesteri     |
| 1975 | Credo - Minä Uskon                                            | RCA Victor label            | Aarno Raninen, Ami Aspelund |
| 1977 | Lapponia                                                      | RCA Victor label            | brak                        |
| 1978 | En Karneval                                                   | RCA Victor label            | brak                        |
| 1979 | Laulut Ne Elämää On                                           | CBS label                   | brak                        |
| 1979 | Valentino's Day                                               | Swedisc label               | brak                        |
| 1980 | Pori Jazz 80                                                  | Pori Jazz Productions label | Pori Big Band               |

### Single
| Rok  | Nazwa                                                           | Wytwórnia         |
| ---- | --------------------------------------------------------------- | ----------------- |
| 1960 | En Tiedä / Nostakaa Ankkurit!                                   | Parlophone label  |
| 1960 | Katso, Kenguru Loikkaa / Kaupungilla Juorutaan                  | Parlophone label  |
| 1961 | Kanssas Onneen Taas Mä Astelen / Tahdon Kaikki Kirjeet Takaisin | Parlophone label  |
| 1961 | Jodel-Boogie / Se On Hän!                                       | Parlophone label  |
| 1962 | Tyttö Ja Raudikko / Lady Sunshine Ja Mr. Moon                   | Parlophone label  |
| 1962 | Tina Ja Marina / Hallo, Hallo, Hallo                            | Parlophone label  |
| 1963 | Aaveet Suolla / En Pikkusisko Olekaan                           | Parlophone label  |
| 1963 | Rinnakkain / Lauantaina Kalastamaan                             | Parlophone label  |
| 1964 | Porojen Jenkka / Sua Ilman Ei Lauluni Soi                       | Parlophone label  |
| 1964 | Esko Kaapissa / Kolmas Pyörä                                    | Parlophone label  |
| 1965 | En Enää Usko Rakkauteen / Taikakeinu                            | Parlophone label  |
| 1966 | Espanjalainen Kirppu / En Ilman Häntä Olla Voi                  | Blue Master label |
| 1973 | Vain Rakkaus Sen Aikaan Saa / Kortin Saat Sä Jostakin           | Polydor label     |
| 1974 | Honey, Honey / Hasta Manana                                     | RCA Victor label  |
| 1976 | Joiku                                                           | RCA Victor label  |
| 1977 | Lapponia                                                        | RCA Victor label  |
| 1978 | Beating Booming                                                 | CBS label         |
| 1980 | Sulan Syliisi                                                   | CBS label         |

Źródło: